# Колекција најбољег (Рибља чорба)
 Колекција најбољег је  компилацијски албум српског и југословенског рок бенда Рибља чорба. Објављен је 2020. године под окриљем издавачке куће Сити рекордс, а на њему се налази тридесет и четири песме.

## Листа песама

### Страна А
| №   | Назив                                   | Трајање |  |
| 1.  | Убијају рокенрол                        |         |  |
| 2.  | Да тебе није                            |         |  |
| 3.  | Минут са њом                            |         |  |
| 4.  | Пандорина кутија                        |         |  |
| 5.  | Монетарни удар                          |         |  |
| 6.  | Србин је луд (уживо)                    |         |  |
| 7.  | Авиону сломићу ти крила (уживо)         |         |  |
| 8.  | Рокенрол за кућни савет (уживо)         |         |  |
| 9.  | Кад сам био млад (уживо)                |         |  |
| 10. | Волим, волим, волим, волим жене (уживо) |         |  |
| 11. | Лутка са насловне стране (уживо)        |         |  |
| 12. | Немој да идеш мојом улицом (уживо)      |         |  |
| 13. | Погледај дом свој анђеле (уживо)        |         |  |
| 14. | Амстердам (уживо)                       |         |  |
| 15. | Остани ђубре до краја (уживо)           |         |  |
| 16. | Остаћу слободан (уживо)                 |         |  |
| 17. | Добро јутро (уживо)                     |         |  |

### Страна B
| №   | Назив                               | Трајање |  |
| 1.  | Радићу шта год хоћу                 |         |  |
| 2.  | Узбуна                              |         |  |
| 3.  | Крилати пегази                      |         |  |
| 4.  | Било је жена                        |         |  |
| 5.  | Једини начин                        |         |  |
| 6.  | Смешан, грешан и погрешан           |         |  |
| 7.  | Где си у овом глупом хотелу (уживо) |         |  |
| 8.  | Равнодушан према плачу (уживо)      |         |  |
| 9.  | Два динара друже (уживо)            |         |  |
| 10. | Нојева барка (уживо)                |         |  |
| 11. | Кад падне ноћ (Упомоћ) (уживо)      |         |  |
| 12. | Ал Капоне (уживо)                   |         |  |
| 13. | Немој срећо, немој данас (уживо)    |         |  |
| 14. | Љубав овде више не станује (уживо)  |         |  |
| 15. | Ветар дува, дува, дува (уживо)      |         |  |
| 16. | Једино моје (уживо)                 |         |  |
| 17. | Последња песма о теби (уживо)       |         |  |